# 1080 Orchis
1080 Orchis là một tiểu hành tinh bay quanh Mặt Trời. Ban đầu nó có tên là 1927 QB. The numerical designation indicates this was the 1080th asteroid discovered.